# Declan Hughes (Snookerspieler)
Declan Hughes (* 27. April 1973) ist ein nordirischer Snookerspieler. In den 1990er- und 2000er-Jahren spielte er insgesamt sechs Spielzeiten als Profi auf der Snooker Main Tour.

## Karriere
Seine ersten großen Erfolge erreichte Declan Hughes bereits mit 19 Jahren. 1992 gewann er die nordirische Amateurmeisterschaft. Das übertraf er noch im selben Jahr, als er beim Pontins Spring Open im walisischen Prestatyn, einem Turnier mit Amateuren und Profis, ins Finale kam und dort den englischen Profi Steve James mit 7:2 bezwang. James hatte da gerade seine erfolgreichste Saison hinter sich und stand auf Platz 7 der Weltrangliste.
Trotzdem wartete Hughes noch ein weiteres Jahr, bis er in der Saison 1993/94 erstmals an der Profitour teilnahm. Sie stand damals allen Spielern offen, die die finanziellen Mittel für die Anmeldung mitbrachten. Dadurch meldeten sich aber mehrere hundert Spieler bei den Turnieren an, die durch zahlreiche Vorrunden gehen mussten. Bei der UK Championship kam er bis in Runde 5 und bei den European Open kam er noch eine Runde weiter und verpasste nur knapp den Einzug unter die Letzten 128. Sonst schied er aber meist in der zweiten oder dritten Runde aus. Seine erste Platzierung in der Rangliste nach dieser Saison war 381 von über 600 Spielern. Im Jahr darauf waren die European Open erneut sein erfolgreichstes Turnier, wenn auch nur mit Runde 4. 1995/96 lief es viel besser, viermal erreichte er Runde 5 und bei den British Open Runde 6. In seinem vierten Jahr erreichte er dann bei den German Open 1996 erstmals die Runde der Letzten 128, nachdem er Ian McCulloch mit 5:4 besiegt hatte. Bei den European Open gelang ihm dies ein zweites Mal durch einen 5:4-Sieg über Stefan Mazrocis. Zwei weiteren Runde-5-Ergebnissen standen aber auch vier Erstrundenniederlagen entgegen. Nach der Saison 1996/97 wurde das Feld der Spieler in zwei Klassen aufgeteilt, da Hughes es aber nicht unter die Top 200 geschafft hatte, durfte er nicht mehr auf der Main Tour spielen.
Zwar hätte er sich für das folgende Jahr über die WPBSA Qualifying School qualifizieren können, in den vier Turnieren gelang ihm aber nur ein einziger Sieg. Danach beschränkte er sich bis auf zwei Teilnahmen am letzten offenen Turnier, der Snookerweltmeisterschaft, auf Amateurturniere. Bei der nordirischen Meisterschaft 2000 erreichte er noch einmal das Halbfinale, das er gegen Patrick Wallace verlor. In der folgenden Saison war er zwar in der Weltrangliste notiert, nahm aber an keinem Profiturnier teil. 2004/05 versuchte er es noch einmal mit der Qualifikation für die Tour über die Challenge Tour, verlor aber die ersten beiden Spiele ohne einen Framegewinn. Das Erreichen des Viertelfinals in Turnier 3 änderte nichts, da er zum letzten Turnier nicht mehr antrat. Im nordirischen Snooker blieb er aber erfolgreich und am Ende der Saison 2007/08 stand er auf Platz 1 der nationalen Rangliste. Dies bedeutete, dass er mit 35 Jahren vom nordirischen Verband noch einmal für die Saison 1996/97 eine Wildcard für die Profitour bekam. Doch nachdem er die ersten vier Spiele verloren und dabei nur einmal mehr als einen Frame gewonnen hatte, trat er bei den verbleibenden drei Turnieren gar nicht mehr an und beendete endgültig seine Profikarriere.
Neben dem Snooker war Declan Hughes auch im Poolbillard erfolgreich und gewann 2008 die All-Ireland 9-Ball Pool Championship.

## Erfolge
Amateurturniere:
- Nordirischer Meister (1992)